# Wilhelmine Schröder
Fredrika Vilhelmina "Wilhelmine" Augusta Schröder, född 29 september 1839 i Högholm i Danmark, död 13 maj 1924 på Ulriksdal, Solna församling, Stockholms län, var en svensk telegrafist, författare, tidningsmedarbetare samt favorit och nära vän, möjligen älskarinna, till kung Karl XV av Sverige. 
Wilhelmine Schröder var dotter till en ruinerad godsägare, och mötte Karl för första gången då hon sökte audiens gällande ett mordförsök på hennes far, som avled några år efter mordförsöket. Karl blev förälskad i henne och uppvaktade henne. Hon gick efter några år med på ett förhållande på villkor att hon fick fortsätta försörja sig själv och sin mor ekonomiskt som "postfröken" i Hällestad. Hon besökte sedan Karl i Stockholm, men då hon tröttnade på pendlandet flyttade hon till Stockholm.     
Hon arbetade sedan som telegrafist i Stockholm och beskrivs som en allvarligt lagd, självständig, ovärldslig och intellektuell person. Mellan åren 1869 och 1872 hade Schröder en relation med Karl XV, som köpte en våning i Stockholm åt henne på Drottninggatan 72. Det är dock osäkert om relationen mellan Karl och Schröder var sexuell: hon var intresserad av spiritism, vilket fascinerade kungen, och Karl sades ha diskuterat existentiella frågor med henne under sina sista år, då hans hälsotillstånd gjorde honom intresserad av sådana saker. Han kallade henne "Den rena och heliga kärlekens prästinna" och sökte genom henne "förlåtelse för sina synder".   
Karl ska ha gett order om att hon skulle få en penninggåva av hans bror efter kungens död, men Schröder ska ha varit för självständigt lagd för att ta emot den. Hon blev sedan medarbetare i tidningen Tidskrift för hemmet och publicerade 1902 en bok om övernaturliga fenomen: "Från det fördolda. Borg- och folksagor".